# Element predicativ suplimentar
În sintaxa tradițională a limbii române, termenul „element predicativ suplimentar” (EPS) denumește o parte secundară de propoziție considerată cu dublă subordonare, față de un verb sau față de o interjecție predicativă, pe de o parte, și față de un substantiv sau pronume cu diverse funcții, pe de altă parte. Exprimă o acțiune, o calitate, o însușire sau o caracteristică, simultană cu acțiunea exprimată de verb și atribuită uneia sau mai multor entități exprimate prin substantiv sau pronume.
EPS ca parte de propoziție aparte în limba română este contestat de unii lingviști, iar în gramatici ale altor limbi, entitățile sintactice care îi corespund sunt incluse în alte părți de propoziție (vezi ultima secțiune a acestui articol).

## Originea EPS
EPS este rezultatul amalgamării sintactice a două propoziții, care poate avea loc prin:
- suprimarea unor componente: Ea s-a întors. Era obosită → Ea s-a întors obosită;
- ridicarea de componente dintr-o propoziție subordonată în propoziția ei regentă: Mi se pare că cartea este interesantă → Cartea mi se pare interesantă;
- adăugarea unei forme verbale nepersonale la predicația principală: S-a întors. Plângea sau Plângea când s-a întors → S-a întors plângând.

Efectul amalgamării celor două propoziții îl constituie pierderea, în grade diferite, a transparenței sintactice, manifestată prin ambiguitatea unora dintre construcții. Bunăoară, A plecat supărată se poate interpreta ca A plecat și era supărată sau A plecat fiindcă era supărată.

## Regenții EPS
EPS ar fi subordonat predicatului și, în același timp, unuia din următoarele părți de propoziție:
- subiect: Ea se numește Puica[1];
- complement direct: L-am văzut supărat[1];
- complement indirect: M-am pomenit cu el râzând[1];
- complement de agent: Invențiile lui au fost recunoscute de specialiști perfecte[3].

## Părțile de vorbire care exprimă EPS
EPS se realizează prin aceleași părți de vorbire care exprimă atributul și complementele:
- substantiv sau altă parte de vorbire cu valoare substantivală:
  - substantiv propriu-zis: S-a întors profesoară[5];
  - numeral: Elevii au sosit primii la finiș[3];
- pronume: L-am găsit cât mine[3];
- adjectiv sau altă parte de vorbire cu valoare adjectivală:
  - adjectiv propriu-zis: Ea trece indiferentă prin mulțime[1];
  - participiu: Cartea a trecut neobservată[1];
  - gerunziu adjectivizat: Ruxanda ieși tremurândă (Costache Negruzzi)[3];
- adverb: Îl știam acolo[5];
- formă verbală nepersonală:
  - gerunziu: L-a văzut plângând[5];
- interjecție: M-a lăsat paf[1].

## Construcția EPS
Există EPS construite direct, fără cuvânt ajutător (prepoziție sau adverb comparativ). Acestea sunt în primul rând cele exprimate prin adjective, interjecții, adverbe. Cele exprimate prin gerunziu se construiesc în general tot fără cuvânt ajutător, ex. A venit râzând. Unele exprimate prin substantive se construiesc fără cuvânt ajutător și sunt la cazul nominativ, ex. O cheamă Puica. Alte substantive se construiesc cu cuvinte ajutătoare și sunt la cazul acuzativ. Cuvintele ajutătoare sunt mai ales prepoziții: L-a luat drept hoț, El poate fi considerat drept aparținând..., A venit cu capul gol. Altele sunt adverbe comparative: S-a interesat ca părinte, Îl știam cât mine.

## Structuri de EPS
Din punctul de vedere al structurii sale interne, EPS poate fi, după Constantinescu-Dobridor 1998:
- simplu: exemplele de până aici;
- complex, alcătuit dintr-o parte de vorbire cu sens lexical suficient, precedată de un adverb de mod de precizare, de întărire sau de aproximație: Îl văd chiar plângând, A sosit cam înghețat, A trimis-o tot nepregătită;
- multiplu, exprimat prin doi sau mai mulți termeni în raport de coordonare: O moară stă bătrână, uitată pe pârâu (Ion Pillat);
- dezvoltat, alcătuit dintr-un substantiv propriu însoțit de un apelativ, dintr-un substantiv comun și un adjectiv posesiv (legat prin cratimă de primul) sau dintr-un numeral cardinal și un substantiv (precedat de prepoziția de): L-am luat drept nenea Ion / drept văru-său, L-am făcut de doi metri.

## Contestarea EPS ca parte de propoziție
Nu toți lingviștii sunt de acord cu delimitarea EPS ca parte de propoziție aparte, deoarece acesta poartă o predicație logică, alta decât predicația sintactică, prima fiind lipsită de mărcile sintactice ale predicației. 
După Ion Coteanu, o parte secundară de propoziție nu ar putea avea în același timp două funcții sintactice complet deosebite (atribut, deci determinând un substantiv sau un echivalent al acestuia, și complement circumstanțial, deci determinând un predicat sau alt verb din propoziție. Acordul gramatical ar fi factorul cel mai important în stabilirea funcției unui termen ce pare a fi EPS. Dacă nu se acordă, ar fi complement circumstanțial de mod (ex. Ei dorm liniștit), iar dacă se acordă, ar fi atribut, în ciuda detașării sale de cuvântul determinat: Ei dorm liniștiți. Ultimul exemplu este de fapt prescurtarea pentru două propoziții coordonate prin și: Ei dorm și sunt liniștiți.

## Corespondente terminologice ale EPS în gramatici ale altor limbi
În general, în alte gramatici nu se întâlnește ideea de dublă subordonare. Entitatea sintactică corespunzătoare EPS este delimitată eventual ca un subtip de parte de propoziție, aceasta putând fi diferită la diferiți autori.
În literatura de specialitate anglofonă se întâlnește termenul (predicative) object complement, care corespunde cu EPS legat de complementul direct (ex. We consider him a gifted scientist „Îl considerăm un savant talentat”), ca un subtip al predicative complement sau predicative adjunct. Acesta înglobează și ceea ce se numește predicative nominal, corespunzător numelui predicativ. În gramatici ale limbii române scrise în engleză, corespunzător EPS legat de subiect se întâlnește subjective predicative complement, sau subject predicative, care include și numele predicativ, iar corespunzător EPS legat de complementul direct – objective predicative complement sau object predicative. Surse lingvistice italiene sunt similare terminologic celor engleze referitor la componentul sintactic denumit complement predicativ sau predicative complement of subject/object, respectiv it:complemento predicativo del soggetto sau it:complemento predicativo dell'oggetto.
O viziune asemănătoare se găsește în gramatici ale limbilor din diasistemul slav de centru-sud (bosniacă, croată, muntenegreană, sârbă), în care este luat în seamă un subtip de nume predicativ legat de verbe numite semicopulative. Exemplu de astfel de „nume predicativ” legat de subiect este cnr  Ne pravi se lud „N-o face pe nebunul” (literal „Nu te preface nebun”), iar legat de complementul direct – bs  Neki su je držali ljepoticom „Unii o considerau o frumusețe”. O gramatică croată consideră că predicatul nominal poate cuprinde un nume predicativ, corespunzător celui din gramaticile românești, sau ceea ce numește „extensie predicativă”, corespunzătoare EPS, cu exemple analoge celor precedente.
Într-o gramatică sârbă, predicatul format cu verbe numite mai sus „semicopulative” este considerat a fi „asemănător cu predicatul nominal”, iar partea lui corespunzătoare EPS este numită „complement predicativ”. În același timp, alte entități corespunzătoare EPS sunt considerate un subtip al atributului, numit „atribut provizoriu”, „predicativ” sau „calificativ actual”, definit ca o însușire a substantivului sau a unui substitut al său, care nu este permanentă, ci valabilă numai pe timpul a ceea ce exprimă predicatul. Poate fi legat de subiect (Otac je iscrpljen srušio na ležaj „Tata s-a prăbușit istovit pe culcuș”) sau de complementul direct: Nikad te nisam video ovakvog „Niciodată nu te-am văzut așa”.
În gramaticile limbii franceze este delimitată o entitate sintactică cu denumirea de attribut care corespunde parțial numelui predicativ și parțial EPS. Corespondentul numelui predicativ se numește attribut du sujet „atributul subiectului”. Unii lingviști includ în acesta și ceea ce corespunde EPS legat de subiect, ex. Il est considéré comme ennemi „Este considerat dușman”. Alții consideră că o asemenea entitate este une épithète détachée „un atribut adjectival detașat” dacă se exprimă prin adjectiv (ex. Il part furieux „Pleacă furios”) sau o apoziție detașată, dacă este exprimat prin substantiv: Il plane cygne après s’être envolé corbeau „Planează ca lebădă după ce și-a luat zborul drept corb” (Victor Hugo). Se mai ia în seamă și un attribut du complément d’objet „atribut al complementului de obiect” care corespunde EPS legat de complementul direct (Je trouve votre plaisanterie stupide „Găsesc stupidă gluma dumitale”) sau de cel indirect: Il use de cette plante comme remède „Se folosește de planta aceasta ca leac”.
În gramatici ale limbii maghiare, ceea ce corespunde EPS este cuprins sub denumirea „complement de stare”, deși acesta mai cuprinde și unele entități corespunzătoare unor complemente indirecte sau circumstanțiale, care nu sunt delimitate ca atare în aceste gramatici. Exemple de complemente de stare corespunzătoare EPS sunt: Épségben érkezett „A sosit nevătămat”, Tanárként dolgozik „Lucrează ca profesor”, Igazgatónak tették meg „L-au făcut director”.